# Tibiti (rivier)
Tibiti, ook wel Tabiti, is een rivier in Suriname.
Ze ontspringt in het district Sipaliwini en zigzagt vervolgens meermaals over de grens met Para. Net voorbij het vierdistrictenpunt van Sipaliwini, Para, Coronie en Saramacca, stroomt de rivier in het laatstgenoemde district in de Coppename.
Er ligt een moerasgebied (zwamp) onderweg bij Sabana in Para. De Tibiti loopt een stuk langs de oostkant van de Coppename. In het gebied ertussen liggen de tibitisavannen.
De weg van Zanderij naar West-Suriname kruist met de rivier via de Tibitibrug in Para.
Boven Sabana is de Tibiti een zwartwaterrivier maar al wel een deel van de zoetwatergetijdezone. De rivier is er op plaatsen 6 meter diep. Er drijft veel waterhyacint de rivier op en af met het tij. Beneden Sabana verandert de kleur van zwart naar roodbruin en enige kilometers voor de monding in de Coppename krijgt de rivier de troebel-grijze kleur die veel in de kuststreken gezien wordt. De rivier treedt dan een zone van brakwater en mangroven binnen. 